# Pterolophia lichenea
Pterolophia lichenea är en skalbaggsart som först beskrevs av Duvivier 1892.  Pterolophia lichenea ingår i släktet Pterolophia och familjen långhorningar. Inga underarter finns listade i Catalogue of Life.